# AutoDock
AutoDock é um software de simulação de modelagem molecular. É especialmente eficaz para docagem de proteína-ligando. AutoDock 4 está disponível sob a licença GNU General Public License. AutoDock Vina está disponível sob a licença Apache.

## Sobre
AutoDock é um dos softwares mais citados de docagem na comunidade de pesquisa. É base para o projeto FightAIDS@Home executado pela World Community Grid. Em fevereiro de 2007, uma pesquisa do Citation Index ISI mostrou que mais de 1100 publicações têm sido citadas usando os artigos com as descrições do método do AutoDock primário. A partir de 2009, este número ultrapassou 1.200.
AutoDock é atualmente mantido pelo The Scripps Research Institute e pelo Olson Laboratory.

### Programas
AutoDock consiste de dois programas principais:
- AutoDock para docagem do ligando a um conjunto de grades que descrevem a proteína alvo;
- AutoGrid para pré-cálculo dessas grades.

O AutoDock usa campos de força como o AMBER em conjunto com funções de escore de energia livre. O AutoDock usa mapas de afinidade pré-calculados para cada tipo de átomo além de um mapa eletrostático. Os algoritmos genéticos como implementados no Autodock, permitem uma extensa busca conformacional.
O AutoDock tem uma versão melhorada, o AutoDock Vina que tem uma melhor rotina de busca local e faz uso de configurações de computador para múltiplos núcleos/multi-CPUs.
O uso do AutoDock tem contribuído para a descoberta de vários fármacos, incluindo inibidores da integrase do HIV-1.

### Melhorias de terceiros
Como um projeto open source, o AutoDock tem obtido várias versões melhoradas por terceiros, tais como:
- Rotinas de cálculo para GPU melhoradas
- Rotinas de cálculo para SSE melhoradas
- Integração no âmbito dos projetos de maior dimensão
- Repontuação do AutoDock Vina posando com múltiplas funções de pontuação e calibração de equações de consenso de pontuação.